# Angelo e Alfredo Castiglioni
Angelo (Milano, 18 marzo 1937 – Varese, 17 febbraio 2022) e 
Alfredo Castiglioni (Milano, 18 marzo 1937 – Gallarate, 14 febbraio 2016) sono stati due archeologi e registi italiani che hanno svolto ricerche in campo antropologico ed etnologico.

## Biografia
Laureati in economia e commercio all'Università Cattolica del Sacro Cuore, hanno effettuato numerose missioni, soprattutto in Africa, realizzando accurate documentazioni cine-fotografiche.
I risultati delle loro ricerche compiute nel Sahara libico sud occidentale nel 1982 sui graffiti preistorici della Valle del Bergiug, risalenti a 10/12.000 anni fa, sono stati esposti nell'ambito del XXVI festival di Spoleto.
Il 12 febbraio 1989 hanno ritrovato l'antica città mineraria di Berenice Panchrysos, citata da Plinio il Vecchio nella sua Naturalis Historia. Il ritrovamento è stato giudicato da Jean Vercoutter «una delle grandi scoperte dell'archeologia».
Nel 1993 fondano un'azienda di elicotteri, la Dragon Fly che produrrà l'F 333 in circa 70 esemplari.
Con il materiale raccolto in oltre 50 anni di ricerche e donato al comune di Varese è stato aperto il Museo Castiglioni nella dépendance di Villa Toeplitz.
Sono fondatori dell'associazione "CeRDO" ("Centro Ricerche sul Deserto Orientale") e sono membri del Sudan Archealogical Research Society di Londra, della Società internazionale di studi nubiani e dell'"IICE" (Istituto italiano per la civiltà egizia).
Hanno pubblicato 16 libri e realizzato cinque film a lungometraggio, nonché numerosi documentari di divulgazione archeologica e hanno scritto articoli per diverse riviste di archeologia o di ricerca scientifica (Archeologia Viva, Archeo, Egyptian Archaeology, The Sudan Archaeological Research Society, Bulletin de la Société Francaise d'Egyptologie).

## Ricerche
Effettuano nel 1959 dettagliati studi etnologici sulle popolazioni paleonegritiche (Mofu, Matakam, Kapsiki) dei Monti Mandara, nel Nord Camerun, partecipando al censimento di questi gruppi etnici.
Svolgono ricerche (dal 1959 al 1970) sulla medicina tradizionale (etno-medicina) e sui riti di iniziazione di diversi gruppi etnici del Golfo di Guinea e del Bacino del fiume Congo.
Ripercorrono nel 1960 in Equatoria (Sudan del Sud) parte degli itinerari di alcuni esploratori italiani (Carlo Piaggia, Giovanni Miani) che circa un secolo prima fecero conoscere il Continente Nero al mondo occidentale. Confrontano gli usi e i costumi dei gruppi etnici visitati con la descrizione dei primi viaggiatori. Effettuano un'accurata indagine sui metodi di caccia dei Mundari, riportando una vasta documentazione foto-cinematografica. I sistemi venatori utilizzati da queste popolazioni vengono messi a raffronto con quelli preistorici, raffigurati sui graffiti del Bergiug in Libia.
Sull'argomento realizzano un documentario dal titolo "Sulle strade degli esploratori dell'800", presentato alla Rassegna internazionale del cinema archeologico di Rovereto.
Nel 1984 raggiungono con una carovana di muli un'etnia allora poco conosciuta, i Tid dei monti Corma, in Etiopia. Realizzano, tra l'altro, un accurato studio sull'alimentazione di questa popolazione.
Svolgono nel 1970 un'indagine etnografica sui Borana, una popolazione dell'Etiopia meridionale. Eseguono una precisa e dettagliata mappa dei loro pozzi e la loro classificazione in tre tipologie. Riportano notizie inedite su questo gruppo etnico e sulla gestione delle loro risorse idriche. Il documentario intitolato “I pozzi cantanti”, realizzato col materiale filmico raccolto durante questa missione, viene premiato nel corso della 21ª edizione della Rassegna internazionale del cinema archeologico di Rovereto (4-9 ottobre 2010).
Nel 1985, con Giancarlo Negro e Luigi Balbo, compiono un viaggio di ricerca presso le miniere di smeraldo del Jebel Sikeit e del Jebel Zabarah in Egitto effettuando un'accurata documentazione dei due templi rupestri tolemaici e degli insediamenti dei minatori. Esplorano i cunicoli scavati dagli antichi minatori per estrarre queste pietre preziose. L'analisi compiuta da parte del CNR di alcuni smeraldi della zona confermano che le pietre incastonate nei gioielli delle matrone romane di Oplontis provenivano da queste miniere.
In una serie di missioni esplorative compiute da gennaio 1989 a marzo 1994 nel deserto orientale sudanese, catalogano circa cento insediamenti minerari dedicati all'estrazione e alla lavorazione dell'oro presente nelle vene di quarzo aurifero delle montagne della zona. Tali insediamenti sono riconducibili ad un periodo che va da quello faraonico fino all'epoca medioevale islamica.

Questa serie di ricerche ha permesso di stabilire la rispondenza dei sistemi, probabilmente di epoca tolemaica, di estrazione e fusione del prezioso metallo descritti dal geografo greco Agatarchide di Cnido. Numerosi utensili per la frantumazione e per la polverizzazione del quarzo aurifero, recuperati nel corso delle missioni, sono attualmente esposti presso il Museo Castiglioni allestito nella dépendance di Villa Toeplitz a Varese.

Durante lo stesso periodo effettuano anche una precisa catalogazione dei graffiti preistorici presenti nella zona e definiscono la distribuzione delle tombe tronco coniche ritrovate.
Insieme a Giancarlo Negro e Luigi Balbo trovano nell'ottobre 1990 su una parete del pozzo bir Un Gat nella regione montuosa nord-occidentale del deserto nubiano, un'iscrizione geroglifica inedita risalente al periodo della VI dinastia (2323 - 2150 a.C.).

Tale iscrizione, traslitterata dal professor Alessandro Roccati, ha permesso di ipotizzare il percorso effettuato da Harkhuf, principe di Elefantina, attraverso i monti di Irtjet, dalla mitica terra di Iam, (con buona probabilità l'attuale Kerma), fino al Wadi Allaqi e poi al Nilo.

Questo viaggio ha permesso ad Harkhuf di portare al suo faraone Pepi II, (2246-2152 a.C.) trecento asini carichi, come riportato le iscrizioni autobiografiche rinvenute sulle pareti della sua tomba a Qubbet el-Hawa, presso Assuan, di «cose belle di valore ed un pigmeo».
Esplorando, tra dicembre 1990 e febbraio 1991, il cratere di Onib, nel cuore del deserto nubiano sudanese, trovano, nella zona settentrionale, numerose tombe tronco coniche. Si tratta di circa 40 tumuli a piattaforma circolare, alcuni con un diametro di 15 metri, forse una necropoli reale della popolazione Beja.
Nel febbraio 1993 scoprono nel wadi Elei, sempre nel Deserto di Nubia, alcune tombe di epoca preistorica, datate intorno al 4500 a.C.. All'interno di una di esse è evidente l'area sacrificale marcata da due corte stele alla base delle quali si trovava un vaso conico intero.
Sempre nel corso della medesima esplorazione, lungo la sponda occidentale del Wadi Elei, ritrovano numerose strutture circolari di pietra e numerose ceramiche sparse indicanti la presenza di un grande villaggio risalente a una cultura preistorica nuova denominata “Elei” dal nome del wadi.
Nei mesi di gennaio e febbraio del 1997, nel Deserto Occidentale egiziano, trovano numerosi frammenti ossei umani e alcuni reperti riferibili alla antica dinastia persiana degli Achemenidi. Tale scoperta fa presupporre il ritrovamento delle prime tracce dell'Armata perduta di Cambise II (529-522 a.C.), descritto dallo storico greco Erodoto nell'opera storiografica Storie. Il quotidiano egiziano Al Ahram dedica una pagina alla scoperta.
Nel 2001 individuano la pista di conquista della Nubia percorsa dalle armate dei faraoni.

Una penetrazione militare che iniziava a Korosko, città ora scomparsa sotto le acque del Lago Nasser, e raggiungeva la stele di confine di Kurgus, un affioramento di quarzo che segnava il confine meridionale delle terre africane conquistate da Thutmose I e da Thutmose III, faraoni della XVIII dinastia.

La stele di Kurgus, che si trova al termine di una grande ansa del Nilo lunga circa 1200 chilometri, chiamata dai Nubiani il “gomito” di Dongola, ha fatto sempre ritenere che i militari egizi avessero navigato il Nilo.

Il ritrovamento d'importanti geroglifici, effettuato nel corso della missione 2001, ha invece evidenziato che gli egizi non solo navigarono il fiume ma percorsero anche il deserto e, tagliando l'ansa, ridussero notevolmente il tragitto evitando anche le difficoltà rappresentate dalle cateratte che si trovano lungo il corso del fiume. Tra le numerose iscrizioni geroglifiche traslitterate dal Professor Alessandro Roccati, la più indicativa recita la frase "Il principe Harnakht, figlio di Penniut, vice comandante delle truppe di Miam" che offre importanti indicazioni storiche.
Dal 2004 al 2008 hanno effettuato una raccolta sistematica di frammenti ceramici preistorici del deserto nubiano orientale, posizionando su una carta satellitare le zone di recupero. Parte di questo materiale è stato classificato dal Dottor Andrea Manzo dell'Università degli Studi di Napoli "L'Orientale".
Nel 2004 ritrovano e percorrono l'antica pista faraonica che dal Nilo porta al Jebel Umm Nabari considerato il centro della zona aurifera di Wawat. Da questa regione, secondo gli “annali” di Thutmose III, si estraeva il 90% dell'oro che affluiva alle casse reali.

Sempre nel corso della stessa spedizione effettuano importanti rilievi presso le miniere aurifere di Mosei e Nabi presenti nella zona orientale del Jebel Umm Nabari.
Nel 2006 stabiliscono, in collaborazione con l'accademico di Francia Charles Bonnet, le zone dove il quarzo aurifero era sfruttato dagli egizi faraonici e quelle ad appannaggio della cultura di Kerma, segnalando su carte satellitari gli insediamenti minerari che si riferiscono alle due diverse culture.
Presentano i risultati di questa indagine alla Conferenza di Studi Nubiani presso l'Università di Varsavia (Varsavia, 27 agosto 2006 - 2 settembre 2006) e alla Société Française d’Egyptologie (Parigi, 12 ottobre 2007).
Nel marzo e aprile 2005 scoprono numerosi alamat, alte piramidi di pietra che anticamente servivano ad indicare una direzione o a segnalare una pista, allineati in direzione est-ovest. Tali strutture indicavano probabilmente una pista faraonica che dalla fortezza di Buhen sul Nilo portava all'insediamento minerario di Jebel Umm Nabari.
Dal 30 ottobre al 19 novembre 2007 organizzano e portano a termine, insieme a Derek A. Welsby del British Museum, una missione di recupero di alcuni massi con graffiti preistorici altrimenti destinati a scomparire sotto le acque del lago creato dalla diga di Merowe costruita all'altezza della 4ª cateratta sul Nilo. Vengono salvati 54 massi e il basamento di una piramide kushita.

Tre di questi graffiti sono attualmente conservati presso il Museo Civico di Rovereto.
Tra il 2007 e il 2008 ritrovano su una parete rocciosa all'altezza della terza cateratta del Nilo un'iscrizione ieratica risalente alla XVIII - XIX dinastia.
La traslitterazione effettuata da Alessandro Roccati "al Ka, dello scriba d'Amu, Userhat" indica per la prima volta su una roccia il toponimo di Amu. 
A seguito di questa scoperta ipotizzano un itinerario che dal Nilo porta fino alla catena montuosa di Abu Siha, a 250–300 km dal fiume, probabilmente la mitica Terra di Amu. Il ritrovamento nella zona di macine a sfregamento e di frammenti ceramici egizi sembrano confermano la tesi. L'indagine è stata presentata alla Conferenza di Studi Nubiani tenuta presso il British Museum di Londra dal primo al 6 agosto 2010.
Nel 2010 effettuano un'accurata ricerca sulle antiche miniere d'oro di Re Salomone, nel paese dei Beni Shangul, in Etiopia, documentando tecniche arcaiche di estrazione del prezioso minerale giunte fino a noi immutate nei millenni. Realizzano un documentario presentato alla Rassegna Internazionale del Cinema Archeologico di Rovereto.
Dal 2011 hanno iniziato una serie di importanti missioni archeologiche in Eritrea per portare alla luce il sito di Adulis, uno dei più importanti antichi porti del Mar Rosso. L'insediamento, fondato probabilmente durante il Regno di Axum, ha avuto rapporti commerciali con i Tolomei e l'Impero romano. È ipotizzabile che l'area su cui sorgeva Adulis sia la mitica Terra di Punt citata in numerosi testi dell'Antico Egitto.

## Opere
- Africa Ama, ed. Sugar, Milano 1972;
- Addio, Ultimo Uomo, ed. Rusconi, Milano, 1977 (classificato al secondo posto al premio Bancarella, 1978);
- Adams Schwarze Kinder ed. Schweizer Verlagshaus, Zurigo 1978;
- Dall'Acqua all'Acqua, ed. Lativa, Varese 1978;
- Venere Nera, ed. Lativa, Varese 1985;
- Fiumi di Pietra, ed. Lativa, Varese 1986;
- Lo Specchio Scuro di Adamo, ed. Lativa, Varese 1987;
- Babatundé, ed. Lativa, Varese 1988;
- Ultime Oasi nella Foresta, ed. Lativa, Varese 1989;
- Madre Africa, ed. Arnoldo Mondadori Editore, Milano 1995;
- L'Eldorado dei Faraoni. Alla scoperta di Berenice Pancrisia, con Jean Vercoutter ed. De Agostini, Novara 1995;
- La Città Fantasma, ed. Lativa, Varese 2002;
- Nubia. Magica terra millenaria, ed. Giunti, Firenze 2006.
- C'era una volta l'Africa,  ed. White Star, Vercelli 2010.
- Quarantanove racconti d'Africa, ed. Nomos, Busto Arsizio 2012.
- Ricordi d'Africa, ed. Lativa, Varese 2013.
- Hai mai visto quest'Africa? con Guglielmo Guariglia e Giovanna Salvioni, ed. EDUCatt. Ente per il diritto allo studio universitario, Milano 2016.

### Filmografia
- 1969: Africa segreta
- 1971: Africa ama, ed. PEA, Roma
- 1976: Magia nuda, ed. PEA, Roma (con il commento di Alberto Moravia)
- 1978: Addio ultimo uomo, ed. PEA, Roma (con il commento di Vittorio Buttafava)
- 1982: Africa dolce e selvaggia, Roma, (con il commento di Guglielmo Guariglia)

## Premi e onorificenze
- 1991: "Girometta d'oro" (famiglia Bosina);
- "Paul Harris Fellow" (fondazione Rotary International);
- 1991: "Lumen Claro" (fondazione Lions, Varese-Prealpi);
- 1991: "Medaglia d'oro ai benemeriti della cultura e dell'arte" (Presidenza della Repubblica)
- "Louis De Clercq" (Accademia di Francia);
- 1996: Medaglia d'oro per meriti culturali (Camera di commercio, industria, artigianato e agricoltura);
- "Ambrogino d'oro" (comune di Milano);
- 2005: "Sigillo Longobardo" (Regione Lombardia);
- Soci onorari del "Rotary Club Varese Verbano";
- 2019: Menzione Speciale Helena Vaz da Silva European Award (Europa Nostra);